# Eadhæd
Eadhæd (auch  Eadheath, Eadhaedus, Eadhaed oder Eadhed) war von 678 bis 679 ein frühmittelalterlicher Bischof von Lindsey und seit 680 Bischof von Ripon.

## Leben
Eadhæd war Priester, als er im Jahr 664 auf Wunsch des Königs Oswiu Chad nach Wessex begleitete, wo dieser zum Bischof von York geweiht wurde. Nach der Absetzung des Bischofs Wilfrid von York wurde dessen Diözese von Erzbischof Theodor von Canterbury geteilt: Bosa wurde 678 in York von Theodor zum Bischof von Deira mit Sitz in York, Eata zum Bischof von Bernicia mit Sitzen in Hagustald (Hexham) und Lindisfarne (Kloster) und Eadhæd zum ersten Bischof von Lindsey ordiniert. Im Jahr 679 eroberte Æthelred von Mercia das Königreich Lindsey. Eadhæd musste Lindsey verlassen und wurde 680 einziger Bischof von Ripon. Vermutlich wurde das Bistum Ripon extra für Eadhæd geschaffen. Er unterschrieb 685 eine Urkunde mit Eadhæd Lindissi episcopus („Eadhæd, Bischof von Lindsey“). Das Dokument wird jedoch als spätere Abschrift oder Fälschung angesehen.